# 梅江街道
梅江街道，是中华人民共和国天津市河西区下辖的一个乡镇级行政单位。

## 行政区划
梅江街道下辖以下地区：
玉水园社区、芳水园社区、香水园社区、欣水园社区、云水园社区、景观花园社区、溪水园社区、天湾园社区、天涛园社区和天浦园社区。